# Планинец (хижа)
„Планинец“ е туристическа хижа, намираща се в местността Сврачар в планината Витоша. Мястото е избрано през 1931 година от група офицери от българската армия, а самата хижа е построена през 1937 година като е презастроявана многократно.

## Изходни пунктове
- местността Златните мостове (последна спирка на автобус № 63) – 40 минути
- квартал Владая – 2,15 часа

## Съседни туристически обекти
- хижа Септември – 30 минути
- хижа Момина скала – 30 минути
- хижа „Планинарска песен“ – 1 час
- хижа „Тинтява“ – 1 час

## Други
На „Планинец“ е наречена улица в кварталите „Гърдова глава“ и „Карпузица“ в София (Карта).